# Canton de Pierrefontaine-les-Varans
Le canton de Pierrefontaine-les-Varans est une ancienne division administrative française, située dans le département du Doubs et la région Franche-Comté.

## Histoire
En 2009, le canton est passé de l'arrondissement de Besançon à celui de Pontarlier.

## Représentation

### Conseillers généraux de 1833 à 2015
| Période | Période      | Identité                         | Étiquette                             | Qualité |
| ------- | ------------ | -------------------------------- | ------------------------------------- | --- |
| 1833    | 1839         | François-Jean-Baptiste Barçon    |                                       | Juge au Tribunal de Baume-les-Dames                                                                            |
| 1839    | 1842         |                                  |                                       | |
| 1842    | 1876 (décès) | Denis-Agile Bourdenet            | Rép.                                  | Avocat puis conseiller et président à la Cour d'appel de Besançon Propriétaire à Fournets-Luisans              |
| 1876    | 1899 (décès) | Charles-Constant Débief          | Droite                                | Avoué au Tribunal de Baume-les-Dames                                                                           |
| 1899    | 1902         | Auguste Simon                    | Rad.                                  | Notaire à Baume-les-Dames                                                                                      |
| 1902    | 1907         | Alexandre Marie Jean Eyraud-Joly | Libéral                               | Commissaire-priseur à Montpellier                                                                              |
| 1907    | 1940         | Eugène Henriet                   | Union Nationale Républicaine puis PSF | Médecin à Orchamps-Vennes Nommé conseiller départemental en 1943                                               |
|         |              |                                  |                                       | |
| 1945    | 1949         | Baudouin de Moustier             | DVD                                   | Directeur du Courrier de la Montagne                                                                           |
| 1949    | 1979         | Albert Simon                     | PPUS puis MRP puis CD                 | Maire d'Orchamps-Vennes                                                                                        |
| 1979    | 1992         | Auguste Vernerey (1924-2014)     | RPR                                   | Agriculteur Maire d'Orchamps-Vennes (1953-1977), suppléant du député Roland Vuillaume (1981-1986 et 1988-1993) |
| 1992    | 2015         | Jean-Marie Pobelle,              | UDF puis UMP                          | Agriculteur Maire de Loray                                                                                     |

### Conseillers d'arrondissement (de 1833 à 1940)
Le canton de Pierrefontaine appartenait à l'arrondissement de Baume-les-Dames jusqu'à sa disparition en 1926.
| Période                                  | Période      | Identité                               | Étiquette                    | Qualité |
| ---------------------------------------- | ------------ | -------------------------------------- | ---------------------------- | --- |
| 1833                                     | 1837 (décès) | Albert Mathurin Petey père (1798-1837) |                              | Négociant à Fuans                                                                                           |
| 1837                                     | 1842         | Denis Agile Bourdenet (1802-1876)      |                              | Avocat à Baume-les-Dames puis à Besançon, propriétaire à Fournets-Luisans                                   |
| 1842                                     | 1848         | Nicolas Désiré Humbert                 |                              | Médecin à Pierrefontaine-les-Varans                                                                         |
|                                          |              |                                        |                              | |
| 1852                                     |              | M. Laude                               |                              | |
|                                          |              |                                        |                              | |
| 1919                                     | 1940 (décès) | Paul Gauthier (1872-1940)              | Union nationale républicaine | Négociant en vins, maire de Flangebouche                                                                    |
| 1940                                     |              |                                        |                              | Les conseils d'arrondissement ont été suspendus par la loi du 12 octobre 1940 et n'ont jamais été réactivés |
| Les données manquantes sont à compléter. |              |                                        |                              | |

## Composition
Ce canton était composé des vingt communes suivantes :
| Nom                                   | Code Insee | Intercommunalité            | Superficie (km2) | Population (dernière pop. légale) | Densité (hab./km2) |
| ------------------------------------- | ---------- | --------------------------- | ---------------- | --------------------------------- | ------------------ |
| Pierrefontaine-les-Varans (chef-lieu) | 25453      | CC des Portes du Haut-Doubs | 28,90            | 1 404 (2014)                      | 49                 |
| Consolation-Maisonnettes              | 25161      | CC des Portes du Haut-Doubs | 4,31             | 32 (2014)                         | 7,4                |
| Domprel                               | 25203      | CC des Portes du Haut-Doubs | 9,40             | 163 (2014)                        | 17                 |
| Flangebouche                          | 25243      | CC des Portes du Haut-Doubs | 23,27            | 737 (2014)                        | 32                 |
| Fournets-Luisans                      | 25288      | CC des Portes du Haut-Doubs | 27,71            | 662 (2014)                        | 24                 |
| Fuans                                 | 25262      | CC des Portes du Haut-Doubs | 11,10            | 486 (2014)                        | 44                 |
| Germéfontaine                         | 25268      | CC des Portes du Haut-Doubs | 11,16            | 133 (2014)                        | 12                 |
| Grandfontaine-sur-Creuse              | 25289      | CC des Portes du Haut-Doubs | 5,90             | 73 (2014)                         | 12                 |
| Guyans-Vennes                         | 25301      | CC des Portes du Haut-Doubs | 19,67            | 807 (2014)                        | 41                 |
| Landresse                             | 25325      | CC des Portes du Haut-Doubs | 14,43            | 232 (2014)                        | 16                 |
| Laviron                               | 25333      | CC des Portes du Haut-Doubs | 19,92            | 342 (2014)                        | 17                 |
| Loray                                 | 25349      | CC des Portes du Haut-Doubs | 14,39            | 487 (2014)                        | 34                 |
| Orchamps-Vennes                       | 25432      | CC des Portes du Haut-Doubs | 24,79            | 2 047 (2014)                      | 83                 |
| Ouvans                                | 25441      | CC des Portes du Haut-Doubs | 5,20             | 69 (2014)                         | 13                 |
| Plaimbois-Vennes                      | 25457      | CC des Portes du Haut-Doubs | 10,80            | 99 (2014)                         | 9,2                |
| La Sommette                           | 25550      | CC des Portes du Haut-Doubs | 7,37             | 226 (2014)                        | 31                 |
| Vellerot-lès-Vercel                   | 25596      | CC des Portes du Haut-Doubs | 4,57             | 53 (2014)                         | 12                 |
| Vennes                                | 25600      | CC des Portes du Haut-Doubs | 7,31             | 148 (2014)                        | 20                 |
| Villers-Chief                         | 25623      | CC des Portes du Haut-Doubs | 7,83             | 115 (2014)                        | 15                 |
| Villers-la-Combe                      | 25625      | CC des Portes du Haut-Doubs | 5,88             | 50 (2014)                         | 8,5                |

## Démographie
| 1962  | 1968  | 1975  | 1982  | 1990  | 1999  | 2006  | 2011  | 2012  |
| ----- | ----- | ----- | ----- | ----- | ----- | ----- | ----- | ----- |
| 6 537 | 6 550 | 6 407 | 6 528 | 6 637 | 6 738 | 7 260 | 8 095 | 8 194 |